# Želimir Dobovišek
Želimir Dobovišek, slovenski inženir strojništva in univerzitetni pedagog, * 24. avgust 1924, Celje, † januar 2017.
Diplomiral je 1953 na ljubljanski Fakulteti za strojništvo, magistriral 1968 na univerzi v Madisonu  (Wisconsin) in doktoriral iz tehniških znanosti na  Univerzi v Sarajevu. V letih 1965−1980 je bil profesor na Strojni fakulteti v Sarajevu, od 1980 pa redni profesor na Visoki tehniški šoli v Mariboru. V raziskovalnem delu se je posvetil predvsem motorjem z notranjim zgorevanjem. Napisal je več učbenikov in strokovnih ter znanstvenih člankov. 